# Afroleptomydas omeri
Afroleptomydas omeri är en tvåvingeart som först beskrevs av Elisabeth K. Stuckenberg 1955.  Afroleptomydas omeri ingår i släktet Afroleptomydas och familjen Mydidae. Inga underarter finns listade i Catalogue of Life.